# 早瀬マサト
早瀬 マサト（はやせ マサト、1965年 - ）は、日本の漫画家・イラストレーター・キャラクターデザイナー・小説家。石森プロ所属。

## 来歴
愛知県名古屋市出身。名古屋芸術大学デザイン科卒業。1989年石ノ森章太郎の作画アシスタントとして石森プロに入社。石ノ森の最晩年のアシスタントとなった。
石ノ森の没後は、石ノ森関連作品の監修やデザイン、及び小説作品の執筆などを行っている。『仮面ライダーアギト』から『仮面ライダーオーズ/OOO』までの平成仮面ライダーシリーズではキャラクターデザインを務めた。

## 人物・エピソード
- 幼少期より『仮面ライダー』をはじめとする石ノ森の漫画や映像化作品に親しんでいた[1]。大学生の時に『仮面ライダーBlack』の連載が始まったことをきっかけに「石ノ森熱」が再燃し、掲載誌の週刊少年サンデーに載っていたアシスタント募集の告知に応募し採用に至った[1]。
- 映画『仮面ライダーJ』の試写を観た後に石ノ森へ批判的意見を述べたところ、それらは石ノ森が提案した部分であったという[1]。石ノ森の提案の本旨は「初代『仮面ライダー』に囚われることはない」ということであり、早瀬は後年の平成仮面ライダーシリーズのデザインでこの「囚われない精神」を基に斬新なデザインを手掛けていた[1]。
- 大学時代に同人誌『XASH!』を共に作った[2]石垣ゆうきが作画担当を務めるMMR マガジンミステリー調査班1巻『超能力は実在した！ 前編』に客演し[3]、大学時代の友人カワダが小学校時代の同級生の影響で超能力を持っている事を紹介。

## 主な参加作品

### 漫画作画
- サイボーグ009 トランプ・タワー編（2010年、『クラブサンデー』）
  - 石森プロ名義
- シージェッター海斗（2010年 - 2014年、『ハイパーホビー』、全3巻）
  - 石ノ森章太郎と連名
- サイボーグ009 完結編 conclusion GOD’S WAR（2012年 - 2014年、『クラブサンデー』、全5巻）
  - 石森プロと連名、第9話まで担当（第10話以降はシュガー佐藤に交代）
- 幻魔大戦 Rebirth（2014年 - 2019年、『クラブサンデー』、『サンデーうぇぶり』）
  - 石森プロと連名、原作 平井和正・石ノ森章太郎、脚本 七月鏡一
- 8マンVSサイボーグ009（2020年 - 2023年、『チャンピオンRED』）
  - 石森プロと連名、原作 平井和正・桑田二郎・石ノ森章太郎、脚本 七月鏡一
- サイボーグ009 太平洋の亡霊（2024年 - 、『チャンピオンRED』）
  - 原作 石ノ森章太郎、脚本 辻真先

### 小説
- KIKAIDER00（1999年 - 2002年、月刊ホビージャパン）
- S.I.C. HERO SAGA（2002年 - 連載中、月刊ホビージャパン）
- 仮面ライダーEVE-MASKED RIDER GAIA-（2004年 - 2006年、特撮エース）

### キャラクターデザイン
- ボイスラッガー（1999年）
- 平成仮面ライダーシリーズ
  - 仮面ライダーアギト（2001年 - 2002年）
  - 劇場版 仮面ライダーアギト PROJECT G4（2001年）
  - 仮面ライダー龍騎（2002年 - 2003年）
  - 仮面ライダー555（2003年 - 2004年）
  - 仮面ライダー響鬼（2005年 - 2006年）
  - 仮面ライダーカブト（2006年 - 2007年）
  - 仮面ライダー電王（2007年 - 2008年）
  - 仮面ライダーキバ（2008年 - 2009年）
  - 仮面ライダーディケイド（2009年）
  - 仮面ライダーG（2009年）
  - 仮面ライダーW（2009年 - 2010年）
  - 仮面ライダーオーズ/OOO（2010年 - 2011年）
- 劇団ヘロヘロQカムパニー第15回公演「闘え!クロスダイバー!!〜改造され果てて･･･〜」（2006年）
  - HXL版銀河ロイドコスモXにも「クロスダイバー」が登場、単行本に早瀬マサトのクレジットもあり
- ガルーダの戦士ビマ（2013年）インドネシア放送作品

### スーパーバイザー
- 人造人間キカイダー THE ANIMATION（2000年）
- キカイダー01 THE ANIMATION（2001年）
- 幻魔大戦 -神話前夜の章-（2002年）
- 009-1（2006年）

### その他
- 仮面ライダークウガ（2000年 - 2001年）資料担当
- 仮面ライダー剣（2004年 - 2005年）資料担当
- 仮面ライダー THE FIRST（2005年11月5日）監修
- 仮面ライダー THE NEXT（2007年10月27日）監修
- 仮面ライダーW RETURNS（2010年）初回限定版DVD封入のイラストカードデザイン

## メディア出演

### テレビ番組
- X年後の関係者たち 〜あのムーブメントの舞台裏〜 ＃87「サイボーグ009」（2025年3月17日、BS-TBS） ※井上和彦、酒井あきよし、高橋望と共に出演[4]